# Illa de la Pedrosa
L'Illa de la Pedrosa és un illot proper a la costa del Massís del Montgrí a l'est i protegint la Cala Pedrosa entre el Cap Castell, al nord, i el Cap d'Oltrera, al sud; dins del municipi de Torroella de Montgrí al Baix Empordà. És una penya afusada en sentit nord-oest/sud-est amb una superfície de 461,08 m² amb una elevació màxima de 31,4 msnm que acaben en espadats en el vessant oest, mentre que el vessant est davalla amb un relativament suau pendent fins a la mar.